# ハインリヒ・カイザー
ハインリヒ・グスタフ・ヨハネス・カイザー（ドイツ語: Heinrich Gustav Johannes Kayser ForMemRS、1853年3月16日 - 1940年10月14日）は、ドイツの物理学者および分光学者。王立協会外国人会員。

## 生涯
ビンゲン・アム・ラインで生まれた。彼の初期の研究は音波、特に音波方程式の特徴に関するものが多い。1868年、日食中の太陽放射スペクトル観測で新しいスペクトル線を発見、地球の大気にヘリウムが含まれることを証明した。1881年、カイザーは「吸着」（独: Adsorption）という新語を造った。またカール・ルンゲと一緒に化学元素のスペクトルを研究した。1886年に国立科学アカデミー・レオポルディーナの会員に選出された。1894年から1920年までボン大学の教授であり、その間の1905年に電子理論についての論文を出版した。1911年11月9日、王立協会外国人会員に選出された。1940年10月14日、ボンで亡くなった。
CGS単位系の波数の単位であるカイザーは彼の姓にちなんだものである。また、小惑星10509番は2000年3月に彼を記念してハインリヒ・カイザーと名付けられた。

## 著作
- Lehrbuch der Physik für Studierende. Enke, Stuttgart 3rd ed. 1900 Digital edition by the University and State Library Düsseldorf